# The House of the Dead (seria)
The House of the Dead – seria gier komputerowych, stworzonych przez firmę Sega, wydana pierwotnie na automaty. Główną oś całej serii stanowią strzelanki przedstawione z perspektywy pierwszej osoby, jednak zostało wydanych również wiele spin-offów – jak podseria The Typing of the Dead, która została stworzona na bazie wcześniejszych strzelanek, jednak polega na wpisywaniu na klawiaturze konkretnych słów, a także bijatyka chodzona Zombie Revenge.
Głównym elementem serii jest przedzieranie się przez tłumy nieumarłych, oraz ratowanie ludzi przez nich atakowanych. Uratowanie konkretnych osób daje określone korzyści, jak inną ścieżkę (dzięki czemu seria jest nieliniowa) lub apteczkę, która leczy postać gracza. W pierwszych dwóch częściach gry głównym bohaterem był Thomas Rogan oraz jego partner, G, w trójce sam wpadł w kłopoty, na ratunek ruszyła mu jego córka, Lisa Rogan.

## Seria
W skład wchodzą następujące gry:
- The House of the Dead (1996)
- The House of the Dead 2 (1998)
- The House of the Dead III (2002)
- The House of the Dead 4 (2005)

### Spin-offy
- Zombie Revenge (1999)
- The Typing of the Dead (1999)
- The Pinball of the Dead (2002)
- The Typing of the Dead 2 (2007)
- English of the Dead (2008)
- The House of the Dead EX (2009)
- The House of the Dead: Overkill (2009)
- The Typing of the Dead: Overkill (2013)

W jej skład wchodzi też kompilacja The House of the Dead 2 & 3 Return (2008).

## Adaptacja filmowa
Na podstawie serii w 2003 roku został wyreżyserowany przez Uwe Bolla film pt. Dom śmierci, jednak jego fabuła nie jest związana z żadną z gier. Spotkał się on z krytycznym przyjęciem, serwis Watchmojo umieścił go na miejscu 3. wśród najgorszych filmów na podstawie gier.